# Аоки Бункё
Аоки Бункё (яп. 青木 文教 Аоки Бункё:, 1886—1956) — японский путешественник-исследователь, тибетолог. Автор ряда монографий о Тибете. Монах японской школы буддизма Чистой Земли (Дзёдо-синсю).

## Биография

Исторический флаг Тибета

Исторический флаг Вооружённых сил Японии

Аоки Бункё из города Адогава префектуры Сига (ныне Такасима) был монахом Дзёдо-синсю, школы, после реставрации Мэйдзи обратившейся к буддологии с целью очистить учение Будды от позднейших наслоений. В 1910 году, во время учёбы в Университете Буккё (ныне Университет Рюкоку), Аоки Бункё встретился с известным исследователем, настоятелем монастыря Ниси Хонган-дзи Отани Кодзуй, и тот привлёк Аоки к одной из организуемых им экспедиций в Тибет.
В 1912 году Аоки Бункё достиг Лхасы, на несколько лет поселился здесь и занялся изучением буддизма. Вместе с ним здесь изучал буддизм другой монах, Тада Токан.
Аоки Бункё был вхож в верхи тибетского общества и со временем был привлечён Далай-ламой ко двору как японский советник, заняв место  Тэрамото Энги. По одной из версий (не является общепризнанной), именно Аоки Бункё по просьбе военного инструктора Ядзимы Ясудзиро выполнил дизайн тибетского флага, использовав элемент флага Вооружённых сил Японии того времени (расходящиеся лучи) и буддийскую символику.
Вернувшись в Японию, он стал одним из крупнейших японских экспертов по Тибету и издал значительное число книг о Тибете, его народе и культуре.
Коллекция документов Аоки Бункё, в том числе переписка с Далай-ламой, хранится в Университете Рюкоку.